# Felsőlapugy
Felsőlapugy románul: Lăpugiu de Sus, falu Romániában, Erdélyben, Hunyad megyében.

## Fekvése
Jófőtől délnyugatra fekvő település.

## Története
Felsőlapugy, nevét 1491-ben említette először oklevél Lapwg néven.
1601-ben Felsö Lapugy, 1733-ban Felsö-Lápos, 1750-ben Felső-Lapudcs, 1760–1762 között Felső-Lapugy, 1808-ban Lapugy (Felső-), Ober-Lappendorf, Lapusul de szusz, 1913-ban Felsőlapugy néven írták.
1526-ban p. Lapwg superior néven Déva vár tartozéka, Jófő város birtoka volt.
A trianoni békeszerződés előtt  Hunyad vármegye Marosillyei járásához tartozott.
1910-ben 1243 görögkatolikus lakosából 5 magyar, 1238 román volt.

## Források

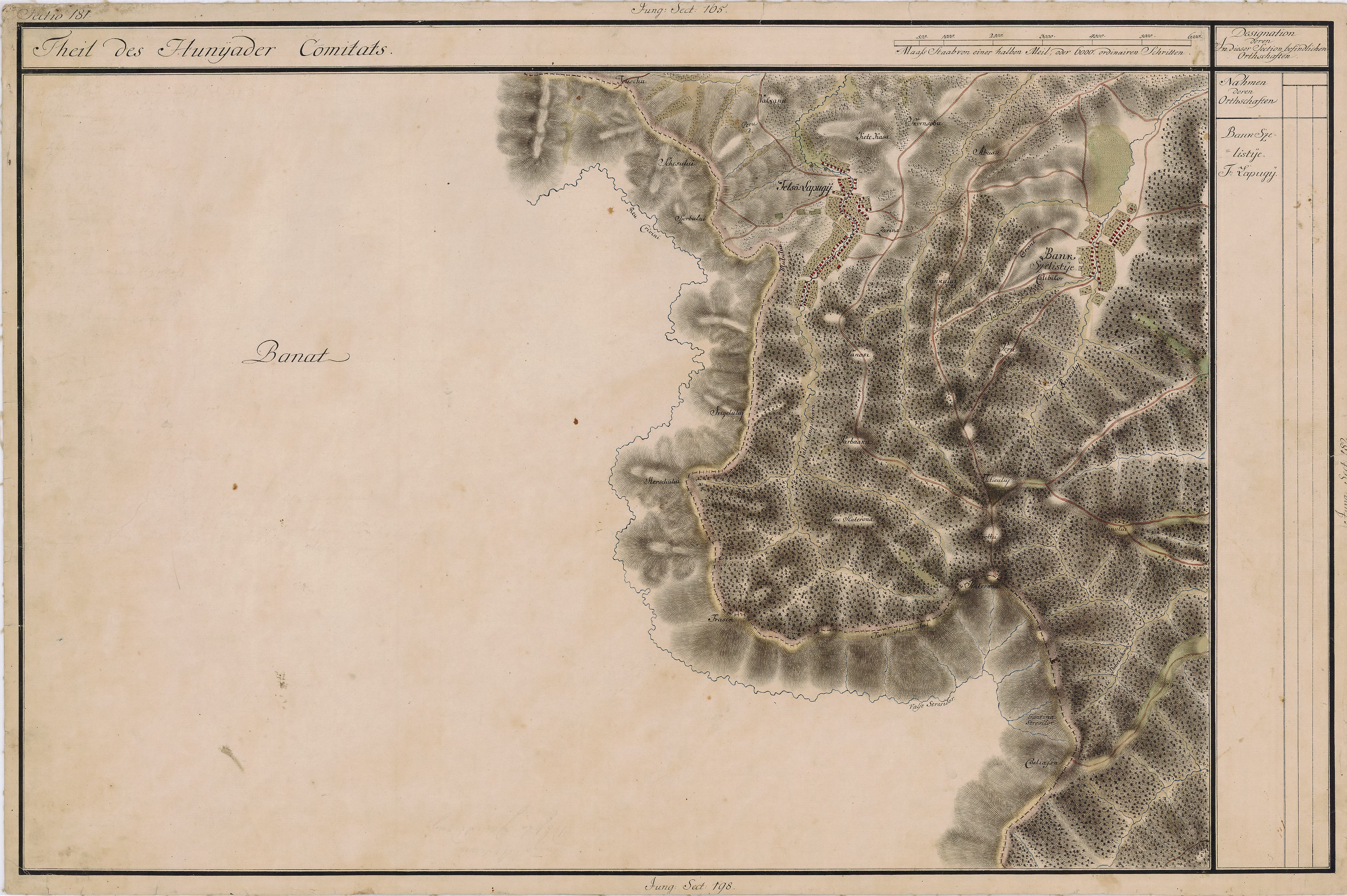
Felsőlapugy egy régi térképen